# Mary Gaunt
Mary Gaunt, all'anagrafe "Mary Eliza Bakewell Gaunt" (Indigo Valley, 20 febbraio 1861 – Nizza, 19 gennaio 1942), è stata una scrittrice e giornalista australiana.

## Biografia
Mary era la figlia di William Henry Gaunt, un avvocato, poi divenuto giudice, molto conosciuto in Australia per essere stato uno dei grandi esperti nel disastro delle miniere allagate a Creswick nel 1882. Sua madre si chiamava Elizabeth Mary Palmer.
Frequentò il Grenville College di Ballarat, e nel 1881 s'iscrisse alla Facoltà d'arte dell'Università di Melbourne, per abbandonarla dopo un anno e dedicarsi interamente alla scrittura. Iniziò con piccole storie e articoli di giornale, uno dei primi fu un articolo sulla rivista "Cassell's Picturesque Australasia" e il suo primo romanzo, "Dave's Sweetheart" fu pubblicato nel 1894. Quell'anno fu un anno importante perché l'8 agosto si sposò con il dottor Hubert Lindsay Miller di Warrnambool. Il marito la sostenne sempre nella sua attività di scrittrice, ma il matrimonio fu breve perché il 30 ottobre 1900 Mary restò vedova. Ormai sola, e con una rendita di circa 30 sterline l'anno, il 15 marzo 1901 Mary si trasferì a Londra per essere più vicina al mercato letterario.
Oltre a scrivere Mary viaggiava molto, visitò l'India, la Francia, la Spagna, l'Italia e l'Africa. Uno dei suoi libri più famosi fu "Alone in Africa" pubblicato nel 1911. Visitò anche la Cina su invito del giornalista e consigliere politico George Morrison, e da quel viaggio nacque un altro importante romanzo autobiografico, A woman alone in China. Nel 1918 rientra in Inghilterra e l'anno successivo trascorre qualche mese in Giamaica.
A partire dagli anni '20, a causa di alcuni problemi di salute, Mary Gaunt si trasferisce definitivamente a Bordighera, stabilendosi a Casa Camilla, un edificio ormai distrutto che si trovava al 369 di via Vittorio Emanuele II. Avrà come governante Anselma Simonazzi, madre di Italo Simonazzi, considerato uno dei pionieri del judo in Liguria, al punto che Bordighera gli dedicò il Dojo della città. Durante il suo lungo soggiorno bordigotto Mary Gaunt scrisse ancora vari libri oltre alle sue memorie. Lascerà la città nel 1940 per trasferirsi a Vence e morirà in una clinica di Cannes due anni dopo, nel 1942.

## Premi e riconoscimenti
Nel 2002 il governo australiano le conferisce il "Honor Roll of Women".

## Opere

### Romanzi
- Dave's Sweetheart (1894)
- Kirkham's Find (1897)
- Deadman's: An Australian Story (1898)
- Mistress Betty Carew (1903)
- The Arm of the Leopard: A West African Story (1904) [con John Ridgwell Essex]
- Fools Rush In (1906) [con John Ridgwell Essex]
- The Silent Ones (1909) [con John Ridgwell Essex]
- The Mummy Moves (1910)
- The Uncounted Cost (1910)
- Every Man's Desire (1913)
- A Wind from the Wilderness (1919)
- As the Whirlwind Passeth (1923)
- The Forbidden Town (1926)
- Saul's Daughter (1927)
- The Lawless Frontier (1929)
- Joan of the Pilchard (1930)
- Harmony: A Tale of the Old Slave Days of Jamaica (1933)
- Worlds Away (1934)

### Novelle
- Bingley's Gap (1888)
- Down in the World (1893)[6]
- The Other Man (1894)[7]

### Racconti
- The Moving Finger (1895)
- The Ends of the Earth : Stories (1915)
- The Surrender and Other Happenings (1920)
- Life at Deadman's : Stories of Colonial Victoria (2001)

### Autobiografie
- Alone in West Africa (1912)
- A Woman in China (1914)
- A Broken Journey: Wanderings from the Hoang-Ho to Saghalien (1919)